# Stephanus Winandus Pighius

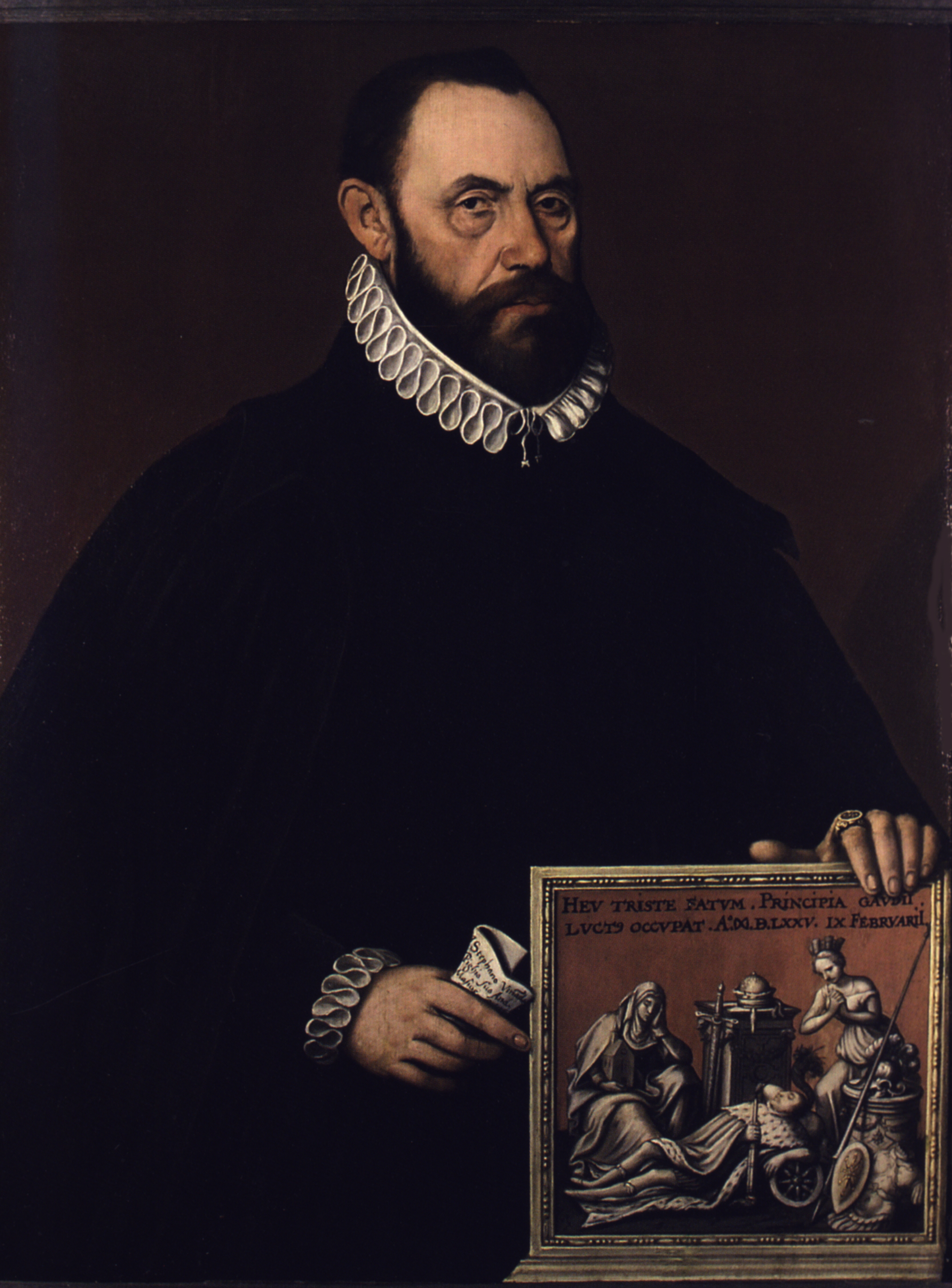
Stephanus Winandus Pighius mit dem Gedenkbild des toten Karl Friedrich von Jülich-Kleve-Berg, Gemälde um 1585,
„Historisch Museum“, Deventer

Steven Winand Pigge (* 1520 in Kampen an der IJssel; † 16. Oktober 1604 in Xanten), der sich als Humanist Stephanus Winandus Pighius nannte, war Prinzenerzieher am Hofe Wilhelms des Reichen in Düsseldorf und als Philologe und Antiquar tätig.

## Leben
Stephanus Winandus Pighius war der Sohn von Hendrik Wyntgens (Wintgens; Wynkens) und Gese Pigge, einer Schwester des bedeutenden katholischen Kontroverstheologen Albert Pigge (um 1490–1542). Nach Studium und Promotion in Löwen ging er 1547 nach Italien und hielt sich als Sekretär des Kardinals Marcello Cervini (nachmals Papst Marcellus II.) meist in Rom auf, 1555 wurde er dann in Brüssel Bibliothekar des Kardinals Antoine Perrenot de Granvelle (nachmals Vizekönig von Neapel). Wilhelm der Reiche engagierte ihn 1574 als Prinzenerzieher nach Kleve, von wo aus er Karl Friedrich, den Thronfolger des Hauses Jülich-Kleve-Berg, auf seiner Grand Tour nach Wien an den Kaiserhof und nach Rom begleitete. Hier erkrankte Karl Friedrich an den Blattern und verstarb im Februar 1575. Pighius beschrieb diese Reise in dem Buch Hercules Prodicius. Es erschien 1587 und wurde durch seine detaillierte Schilderung der Sehenswürdigkeiten Italiens für ein Jahrhundert zur Grundlage von Reiseführern für die Grand Tour, insbesondere für Franz Schott (* 1548; † 1622): Itinerarii Italiae rerumque Romanarum libri tres, Antwerpen 1600, mehrfach wiederaufgelegt. Mit seiner Mythologia gilt Pighius als Begründer der wissenschaftlichen Mythenforschung. Er beschloss sein Leben als Kanoniker im Stift Xanten, in dessen Bibliothek sein Andenken lebendig ist.

## Werke
- Mythologia, 1559

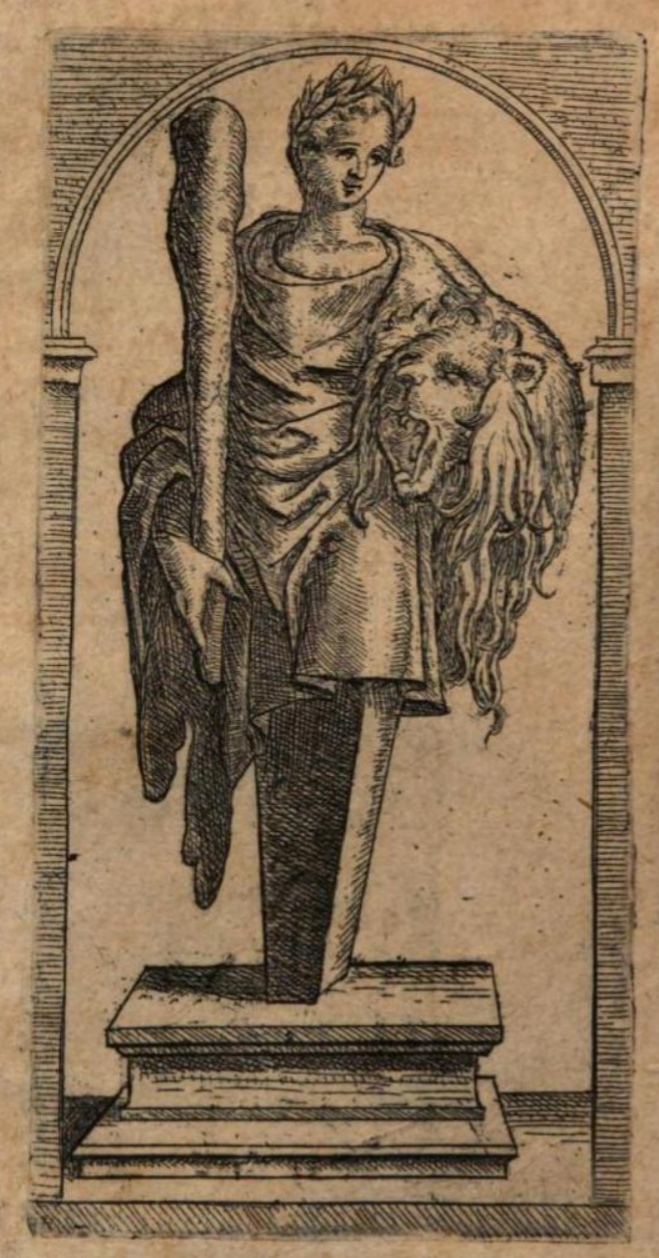
Titelkupfer des Hercules Prodicius von Pighius

- Themis dea seu de lege diuina, Antwerpen 1568
- Hercules Prodicius, Antwerpen 1587
- Annales Magistratuum Romanorum, Teil 1 Antwerpen 1599 (Teil 2 und 3 wurden 1615 von Andreas Schott herausgegeben)